# La Motte-d'Aveillans
Pour les articles homonymes, voir La Motte.
La Motte-d'Aveillans est une commune française située dans le département de l'Isère en région Auvergne-Rhône-Alpes.
La commune est dans la région naturelle de la Matheysine, non loin de la ville de La Mure. Elle compte 1 701 habitants en 2018 et ses habitants sont appelés Mottois et Mottoises.

## Géographie

### Situation et description
La Motte-d'Aveillans est située sur le plateau de la Matheysine, au nord de l'agglomération de La Mure.
Situé dans le sud du département de l'Isère, le bourg principal de la commune est à 918 m d'altitude avec la proximité du col de la Festinière (964 m) par la D 529.

### Géologie
Géologiquement, la commune est caractérisée par un terrain houiller. Cette couche de grès à anthracite, ayant un épaisseur de 8 à 10 m, a été exploitée de façon industrielle.
L'« anthracite de La Mine image » constitue un site géologique remarquable aux quatre galeries. En 2014, le site est classé « trois étoiles » à l'« Inventaire du patrimoine géologique » pour ses ressources naturelles.

### Climat
Pour des articles plus généraux, voir Climat d'Auvergne-Rhône-Alpes et Climat de l'Isère.
En 2010, le climat de la commune est de type climat de montagne, selon une étude du Centre national de la recherche scientifique s'appuyant sur une série de données couvrant la période 1971-2000. En 2020, Météo-France publie une typologie des climats de la France métropolitaine dans laquelle la commune est exposée à un climat de montagne ou de marges de montagne et est dans une zone de transition entre les régions climatiques « Alpes du nord » et « Alpes du sud ».
Pour la période 1971-2000, la température annuelle moyenne est de 8,4 °C, avec une amplitude thermique annuelle de 16,7 °C. Le cumul annuel moyen de précipitations est de 1 073 mm, avec 9,4 jours de précipitations en janvier et 6,7 jours en juillet. Pour la période 1991-2020, la température moyenne annuelle observée sur la station météorologique de Météo-France la plus proche, « La Mure-radome », sur la commune de La Mure à 7 km à vol d'oiseau, est de 8,5 °C et le cumul annuel moyen de précipitations est de 948,6 mm,. Pour l'avenir, les paramètres climatiques de la commune estimés pour 2050 selon différents scénarios d'émission de gaz à effet de serre sont consultables sur un site dédié publié par Météo-France en novembre 2022.

### Voies de communication
La commune est traversée par l'ancienne route nationale 529, déclassée en RD529 et qui permet de relier Champ-sur-Drac à La Mure.

## Urbanisme

### Typologie
Au 1er janvier 2024, La Motte-d'Aveillans est catégorisée bourg rural, selon la nouvelle grille communale de densité à sept niveaux définie par l'Insee en 2022.
Elle est située hors unité urbaine. Par ailleurs la commune fait partie de l'aire d'attraction de Grenoble, dont elle est une commune de la couronne,. Cette aire, qui regroupe 204 communes, est catégorisée dans les aires de 700 000 habitants ou plus (hors Paris),.

### Occupation des sols
L'occupation des sols de la commune, telle qu'elle ressort de la base de données européenne d’occupation biophysique des sols Corine Land Cover (CLC), est marquée par l'importance des forêts et milieux semi-naturels (51,7 % en 2018), en diminution par rapport à 1990 (57,8 %). La répartition détaillée en 2018 est la suivante : 
forêts (43,4 %), zones agricoles hétérogènes (28,7 %), prairies (10,1 %), zones urbanisées (9,5 %), milieux à végétation arbustive et/ou herbacée (8,2 %). L'évolution de l’occupation des sols de la commune et de ses infrastructures peut être observée sur les différentes représentations cartographiques du territoire : la carte de Cassini (XVIIIe siècle), la carte d'état-major (1820-1866) et les cartes ou photos aériennes de l'IGN pour la période actuelle (1950 à aujourd'hui).

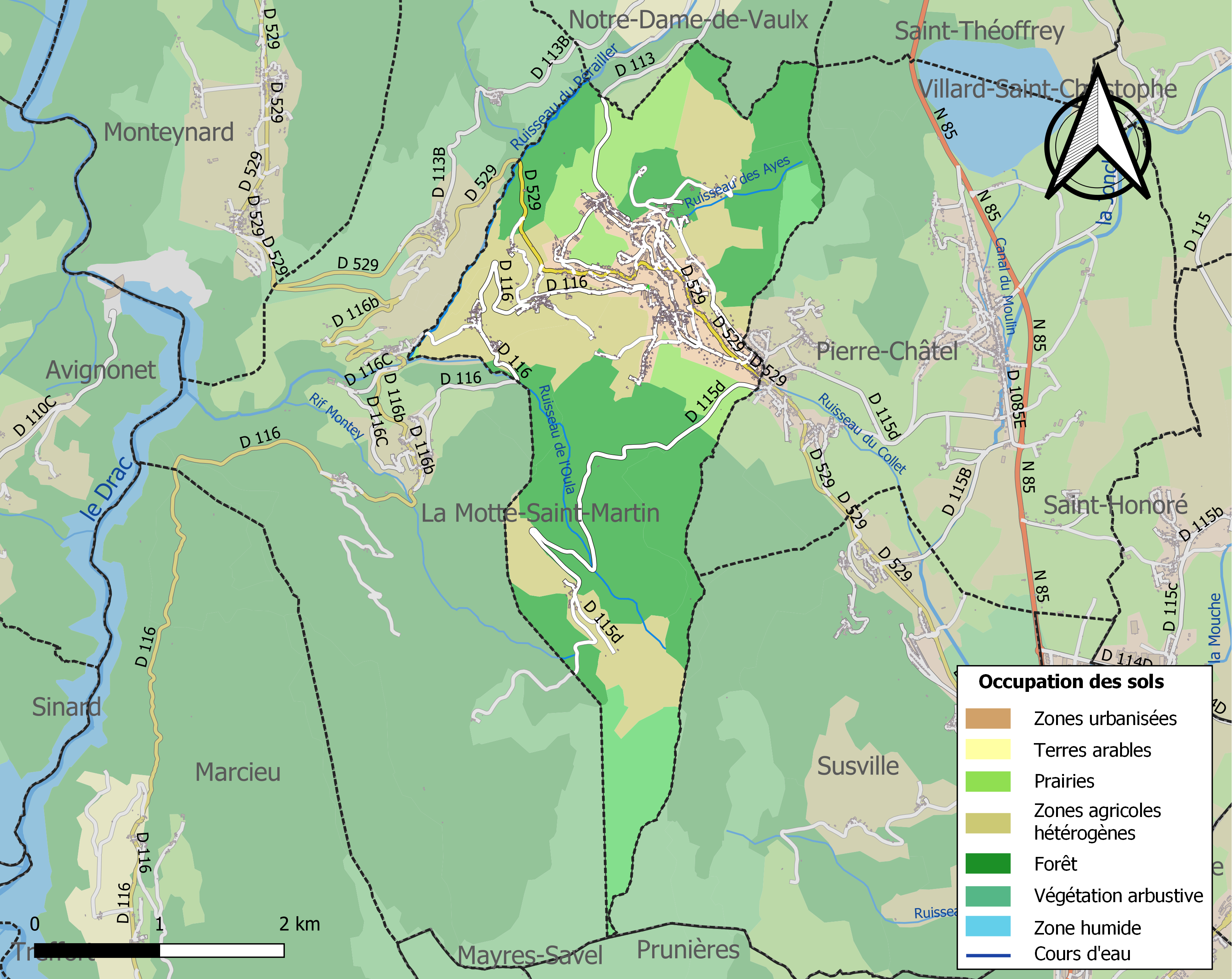
Carte des infrastructures et de l'occupation des sols de la commune en 2018 (CLC).

### Risques naturels et technologiques

#### Risques sismiques
L'ensemble du territoire de la commune de La Motte-d'Aveillans est situé en zone de sismicité no 3, comme la plupart des communes de son secteur géographique. Ce territoire se situe cependant au sud de la limite d'une zone sismique classifiée de « moyenne ».
| Type de zone | Niveau            | Définitions (bâtiment à risque normal) |
| ------------ | ----------------- | -------------------------------------- |
| Zone 3       | Sismicité modérée | accélération = 1,1 m/s2                |

## Politique et administration

### Liste des maires

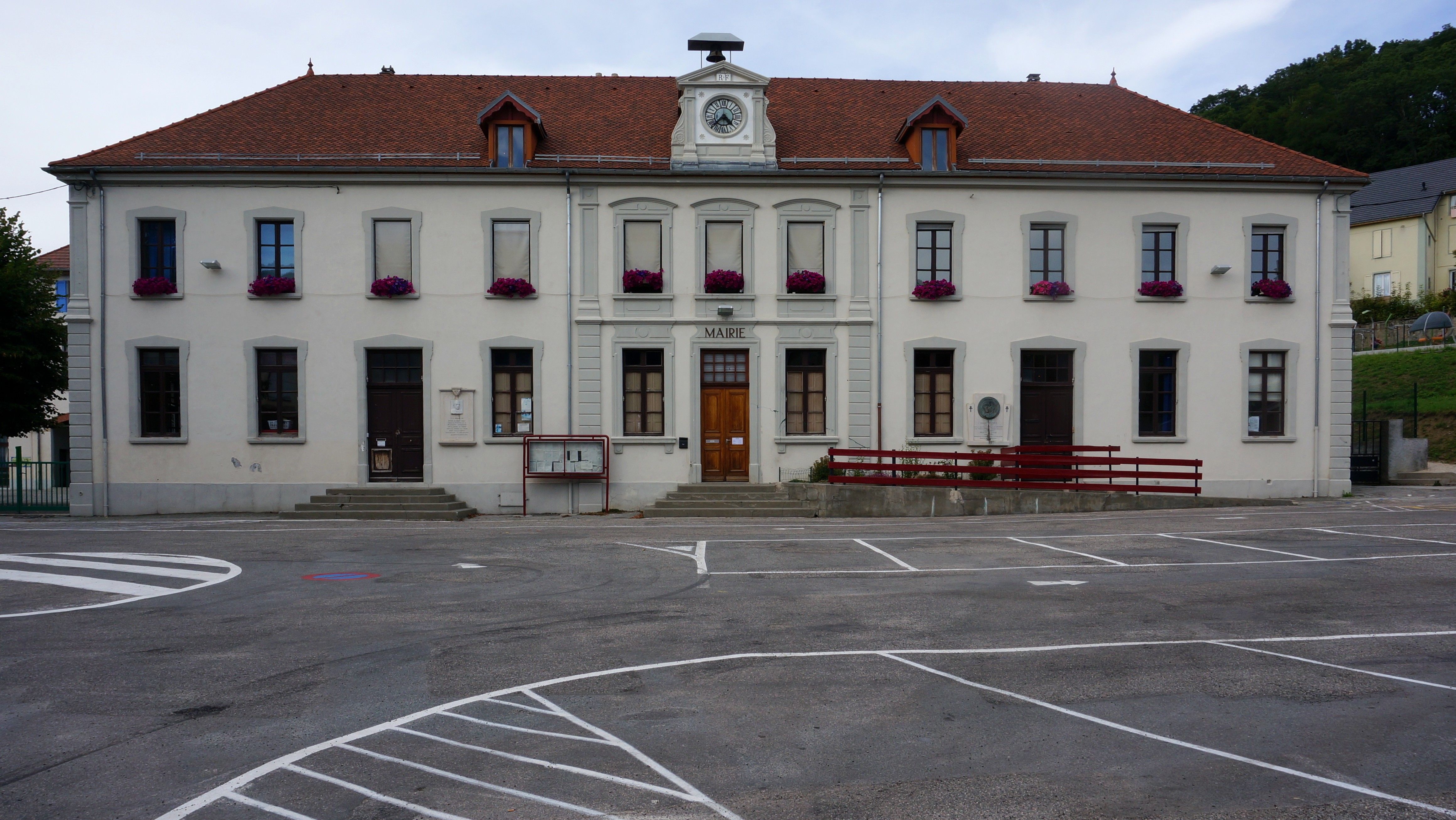
La mairie de La Motte-d'Aveillans.

| Période        | Période   | Identité            | Étiquette | Qualité    |
| -------------- | --------- | ------------------- | --------- | ---------- |
| octobre 1801   |           | Froment             |           |            |
|                |           | Petichet            |           |            |
|                |           | Reynier dit Poete   |           |            |
|                |           | Fayol dit Printemps |           |            |
|                |           | Berthier            |           |            |
|                |           | Gaillard            |           |            |
|                |           | Bergeret            |           |            |
|                | 1893      | Salicon             |           |            |
| 1893           | 1912      | Eugène Dufour       |           | docteur    |
| mai 1912       | 1922      | Marius Ricard       |           |            |
| mai 1922       | 1937      | Marin Combe-pied    |           |            |
| décembre 1937  | 1945      | Emile Poncet        |           |            |
| mai 1945       | 1947      | Marin Perrin        |           |            |
| octobre 1947   | 1955      | Albert Paulin       |           |            |
| septembre 1955 | 1964      | Aimé Combe          |           |            |
| 1964           | 1971      | Lucien Ravet        |           |            |
| mars 1971      | 197       | Georges Coynel      | SE        | pharmacien |
| mars 1977      | 1983      | Georges Coynel      | SE        | pharmacien |
| 1983           | 1989      | Cadoret             |           |            |
| mars 1989      | 1995      | Georges Coynel      | SE        | Pharmacien |
| juin 1995      | mars 2008 | Gérard Vincent      | SE        | retraité   |
| mars 2008      | 2020      | Serge Beschi        | DVG       | retraité   |
| 2020           | En cours  | Angélique Rojas     |           |            |

## Population et société

### Démographie
L'évolution du nombre d'habitants est connue à travers les recensements de la population effectués dans la commune depuis 1793. Pour les communes de moins de 10 000 habitants, une enquête de recensement portant sur toute la population est réalisée tous les cinq ans, les populations de référence des années intermédiaires étant quant à elles estimées par interpolation ou extrapolation. Pour la commune, le premier recensement exhaustif entrant dans le cadre du nouveau dispositif a été réalisé en 2006.

En 2022, la commune comptait 1 727 habitants, en évolution de +0,17 % par rapport à 2016 (Isère : +3,07 %, France hors Mayotte : +2,11 %).
| 1793 | 1800 | 1806 | 1821 | 1831 | 1836 | 1841  | 1846  | 1851  |
| ---- | ---- | ---- | ---- | ---- | ---- | ----- | ----- | ----- |
| 630  | 714  | 681  | 793  | 850  | 866  | 1 021 | 1 031 | 1 322 |

| 1856  | 1861  | 1866  | 1872  | 1876  | 1881  | 1886  | 1891  | 1896  |
| ----- | ----- | ----- | ----- | ----- | ----- | ----- | ----- | ----- |
| 1 384 | 1 533 | 1 703 | 1 766 | 1 965 | 1 829 | 1 924 | 2 110 | 2 495 |

| 1901  | 1906  | 1911  | 1921  | 1926  | 1931  | 1936  | 1946  | 1954  |
| ----- | ----- | ----- | ----- | ----- | ----- | ----- | ----- | ----- |
| 3 035 | 3 390 | 3 642 | 3 205 | 3 128 | 3 025 | 2 838 | 2 832 | 2 824 |

| 1962  | 1968  | 1975  | 1982  | 1990  | 1999  | 2006  | 2011  | 2016  |
| ----- | ----- | ----- | ----- | ----- | ----- | ----- | ----- | ----- |
| 2 821 | 2 410 | 1 778 | 1 677 | 1 591 | 1 523 | 1 752 | 1 778 | 1 724 |

| 2021  | 2022  | - | - | - | - | - | - | - |
| ----- | ----- | - | - | - | - | - | - | - |
| 1 717 | 1 727 | - | - | - | - | - | - | - |

### Enseignement
La commune est rattachée à l'académie de Grenoble.

### Équipements sportifs
la commune héberge sur son territoire le domaine nordique et alpin des Signaraux.

### Médias
Historiquement, le quotidien régional Le Dauphiné libéré consacre, chaque jour, y compris le dimanche, dans son édition de Romanche et Oisans, un ou plusieurs articles à l'actualité de la commune, de son canton, ainsi que des informations sur les éventuelles manifestations locales.

## Culture locale et patrimoine

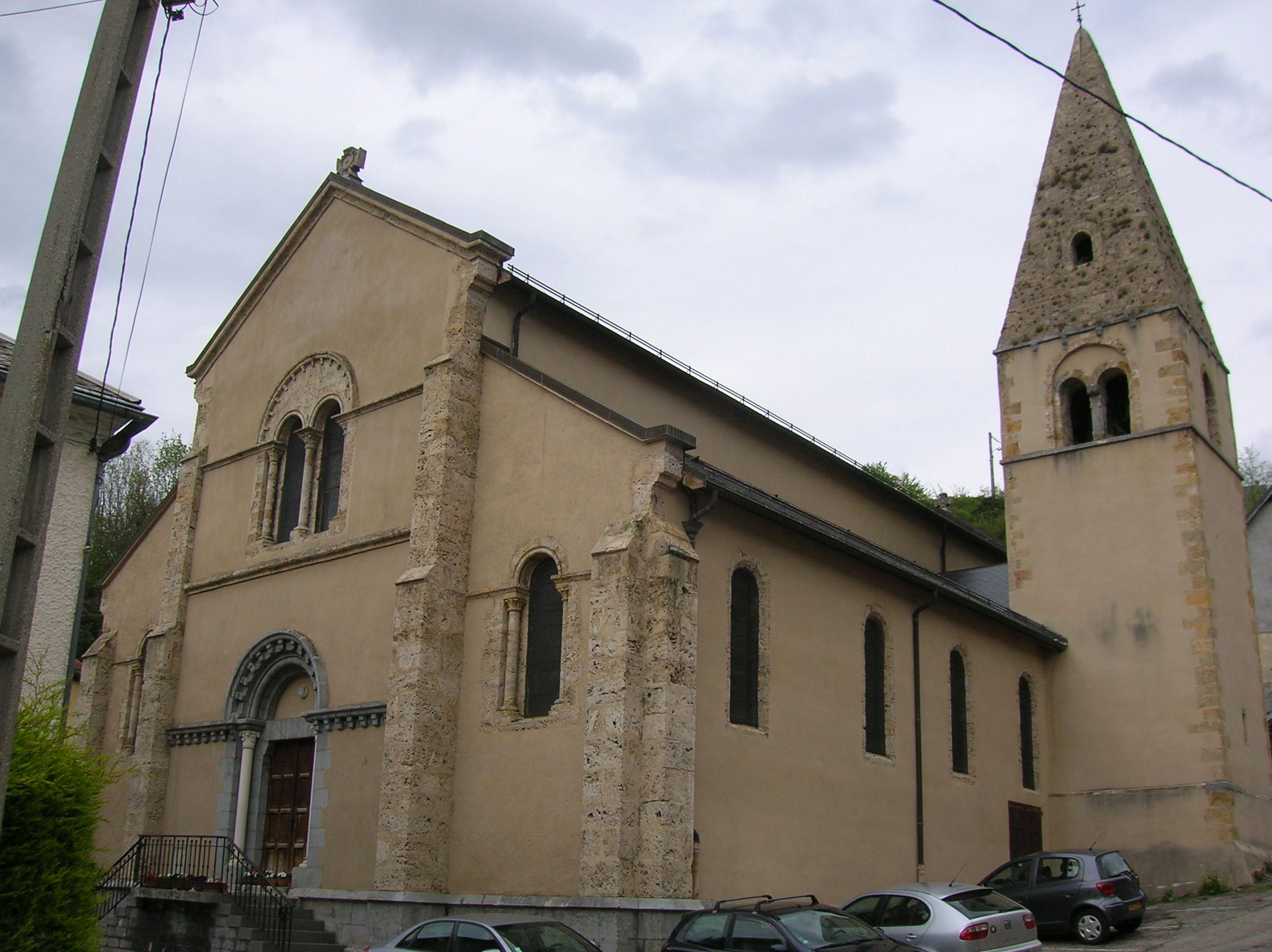
L'église.

### Lieux et monuments

#### Patrimoine religieux
La Motte-d'Aveillans a une église de plus de 200 ans, rénovée après un incendie il y a 100 ans.
- Église Saint-Pierre de La Motte-d'Aveillans.

#### Patrimoine civil
- La « Pierre Percée »[22], une des « sept merveilles du Dauphiné », roche creusée au fil des temps par érosion et formant aujourd'hui une sorte d'arcade naturelle de 5,50 mètres, donnant lieu à différentes légendes locales (altitude de départ environ 975 mètres et altitude d'arrivée 1 273 mètres). selon la légende, cette "roche percée" est un apprenti du Diable Folaton qui est pétrifié et agenouillé devant Dieu[23].
- Le « Chemin de fer de la Mure » (matériel roulant des années 1900) dont la ligne traverse la commune en desservant les gares de La Motte-d'Aveillans et du Musée La Mine Image.
- La « Pierre Merlière », rocher dont le sommet est creusé à l'image d'un petit bassin, et comportant les traces de tentatives d'extraction de meules pour moulin à eau. Les rochers pouvant donner des meules étant assez rare dans la région nous avons donc un bloc dont on a tenté d'extraire plusieurs meules, une meule abandonnée est visible dans la partie basse, une deuxième est visible sur le dessus, les deux présentant un défaut, une seule a pu être extraite laissant une empreinte en creux sur le dessus.

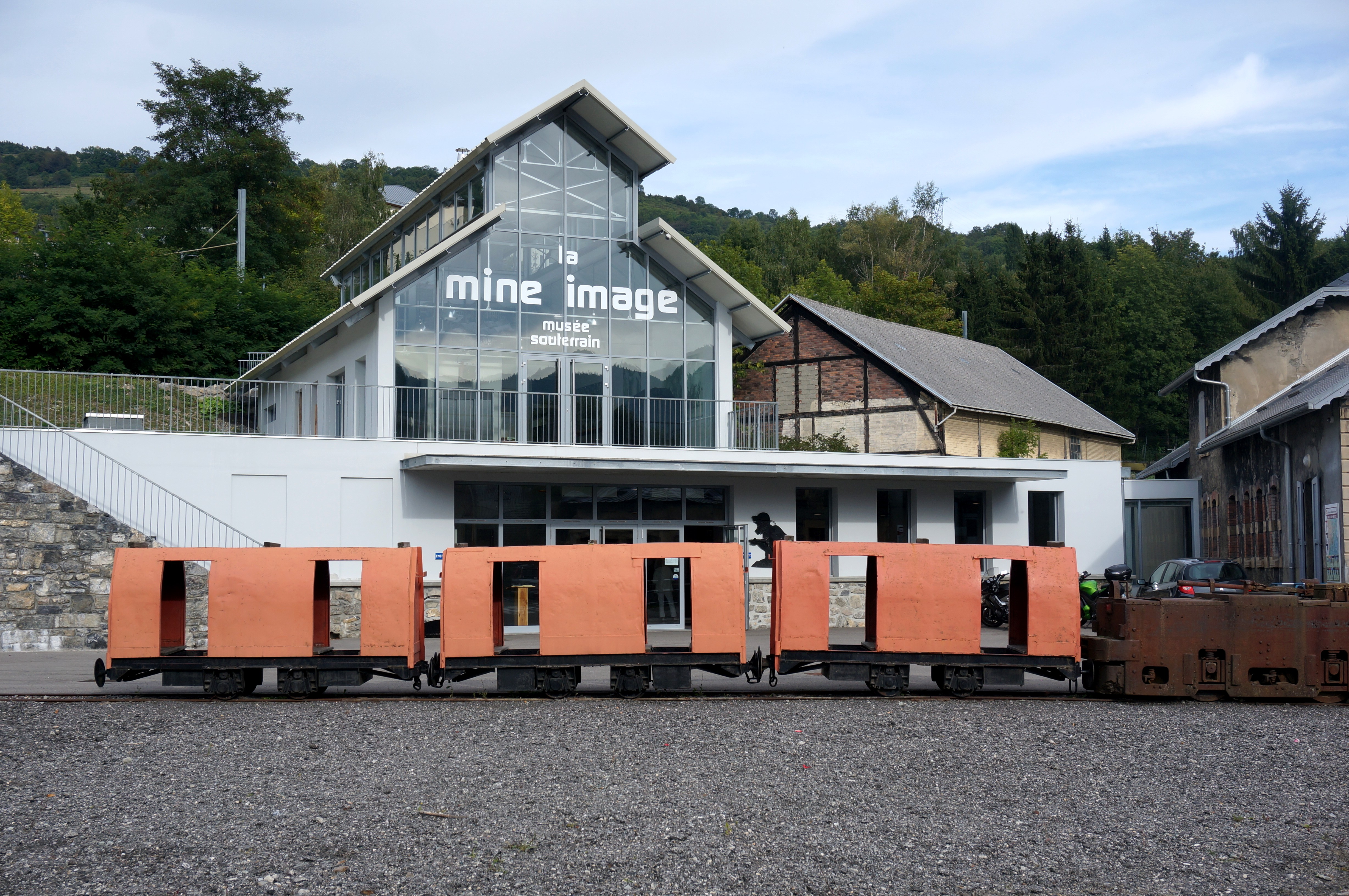
Le musée La Mine Image.

### Patrimoine culturel
- La Mine image est une ancienne mine aménagée en musée, afin de retracer le travail des mineurs de fonds et l'histoire des mines d'anthracite[24]. La « Mine Image » a obtenu la marque « Qualité Tourisme » en 2013[25]. Depuis cette mine a été extrait le meilleur charbon du monde, l'anthracite du plateau Matheysin[26]. Les mines ont fermé en 1956.L'initiative d'en faire un musée a été pensée par des personnes attachées à la mémoire de l'histoire de cette commune, c'est pour cela qu'on trouve des anciens mineurs parmi les fondateurs de ce projet. Ce projet est uniquement composé de bénévoles, qui ont dégagé les galeries et réalisé les travaux sur le site. Il existe deux bâtiments visitables, que sont les galeries, ainsi qu'un musée qui retrace l'histoire des ouvriers de cette industrie[27].
- la bibliothèque de La Motte d’Aveillans, au 13 place Albert Rivet

### Personnalités liées à la commune
- Albert Reynier résistant et préfet de l'Isère de 1944 à 1949, il est né le 16 octobre 1889 à la Motte d'Aveillans.
- Eugène Dufour, maire et député de 1892 à 1912.
- Fernand Fayolle, né à la Motte d'Aveillans en 1904 et décédé en 1997, coureur cycliste ayant participé à six Tours de France.

### Héraldique
| Blason à dessiner | Blason  | Écartelé: au 1er d'azur à la Pierre Percée du lieu de tenné ombrée de gueules, aux 2e et 3e d'or au dauphin d'azur barbé, crêté, oreillé, lorré et peautré de gueules, au 4e d'azur aux coquerelles de tenné, involucrées de gueules. |
| Blason à dessiner | Détails | * Il y a là non-respect de la règle de contrariété des couleurs : ces armes sont fautives (gueules sur azur). Le statut officiel du blason reste à déterminer.                                                                        |